# Пентанитрофенилазид
Пентанитрофенилазид — высокобризантное взрывчатое вещество.

## Физические свойства
Существует в двух формах ά - желтые призмы и β желто-оранжевые кружочки. Плотность ά 1.79 г/см3. β 1.88 г/см3 (расчётная кристаллическая плотность). Температура плавления 120 °C. Температура разложения 120С.

## Взрывчатые характеристики
Скорость детонации ά формы 8780 м/с, β формы - 9210 м/с. Давление на фронте дет. волны 32.9 и 40.4 ГПа (расчётные данные для указанных плотностей). По энергосодержанию близок к гексогену. По бризантности несколько превосходит октоген. ά - форма может быть получена перекристаллизацией из горячего насыщенного р-ра пентанитрофенилазида в тетрахлорметане, β - из разбавленного. В отличие от гексанитробензола и пентанитроанилина гораздо более хим. стабилен и менее чувствителен к удару: 43 и 17 см соотв. для a и b при грузе 2.5 кг с вероятностью 50% (тротил - 54 см).

## Получение
Получается реакцией гексанитробензола (HNB) с азидом натрия.
4 грамма HNB растворяют в 150мл бензола. 0.822 грамма азида натрия растворяют в 90 мл воды. Далее растворы сливаются и энергично размешиваются при 25С в течение 90 минут. Слой бензола отделяют обезвоживают сульфатом магния и высушивают. Выход: 3.7 грамма пентанитрофенилазида. Перекристаллизовывают из тетрахлорида углерода, в зависимости от теплового режима перекристаллизации образуется ά или β форма.

## Применение
Представляет интерес из-за необычно малой, для подобных ВВ, чувствительности к удару ά - формы при весьма высоких взрывных характеристиках. Может применяться вместо гексогена и октогена имея возможность к применению без пластификаторов снижающих взрывные характеристики. Однако обладает низкой температурой плавления (119-121°С с разл.) и высокой ценой.